# روزان بار
روزان بار (انگلیسی: Roseanne Barr؛ زادهٔ ۳ نوامبر ۱۹۵۲) بازیگر، کمدین، کارگردان و تهیه‌کننده تلویزیونی و نویسنده اهل ایالات متحده آمریکا است. وی از سال ۱۹۸۵ میلادی تاکنون مشغول فعالیت بوده‌است.
از فیلم‌ها یا برنامه‌های تلویزیونی که وی در آن نقش داشته است می‌توان به فردی مرده‌است: آخرین کابوس، پخش زنده شنبه شب، فیوچراما و نام من ارل است ، ببین دیگه، کی داره حرف می‌زنه، او-شیطان، حتی دختران گاوچران، صورت آبی و نقش کارلا فرن در سریال اداره اشاره کرد.
روزان بار برنده جایزه گلدن گلوب بهترین بازیگر زن کمدی تلویزیونی در سال ۱۹۹۲ شده است.